# Sand am Main
Pour les articles homonymes, voir Sand.
Sand am Main est une commune de Bavière (Allemagne), située dans l'arrondissement de Hassberge, dans le district de Basse-Franconie.